# 克特爾巴赫河 (丁恩河支流)
51°02′28″N 7°00′49″E / 51.0410195°N 7.0135635°E
克特爾巴赫河（德語：Köttelbach），是德國的河流，位於該國西部，處於北萊茵-威斯特法倫州，屬於丁恩河的右支流，河道全長3.9公里，流域面積3.7平方公里。